# Moosburger Mühlteich
Der Moosburger Mühlteich ist ein Teich in der Marktgemeinde Moosburg. Er ist Teil des Landschaftsschutzgebietes Moosburger Teichlandschaft und wird vom Land Kärnten als eutroph eingestuft.

## Lage und Nutzung
Die Moosburger Teiche liegen in einer durch eiszeitliche Ablagerungen verfüllten Furche. Diese verfügt nur über unzureichenden Abfluss und ist daher zu großen Teilen stark versumpft. Innerhalb dieses sumpfigen Areals bildete sich eine Reihe von Gewässern.  Die Vegetation ist von Schilf und Teichbinsen sowie Rohrkolben geprägt, typisch für die dichte Unterwasserflora sind Laichkräuter, Tausendblatt und Seerosen. Entsprechend der moorigen Umgebung ist das Wasser bräunlich gefärbt. Der Mühlteich ist der östlichste dieser Moosburger Teiche, er grenzt im Osten unmittelbar an die Ortschaft Moosburg selbst. Auf einem Hügel südlich des Teiches liegt das Schloss Moosburg. Im Westen wird der Mühlteich nur durch einen Damm vom größeren Moosburger Mitterteich getrennt, aus dem der Mühlteich sein Wasser bezieht. Im Osten entwässert der Teich über eine Schleuse in den Moosburger Bach. Der Teich wird durch einen Campingplatz touristisch genutzt und bei entsprechender Witterung im Winter zum Eislaufen freigegeben.

## Fischbestand
Im fischereirechtlich genutzten Mühlteich sind die folgenden 10 Fischarten nachgewiesen.
- Hecht (Esox lucius)
- Barsch (Perca fluviatilis)
- Aal (Anguilla anguilla)
- Aitel (Leuciscus cephalus)
- Karpfen (Cyprinus carpio)
- Rotauge (Rutilus rutilus)
- Rotfeder (Scardinius erythrophthalmus)
- Schleie (Tinca tinca)
- Zander (Sander lucioperca)
- Karausche (Carassius carassius)